# Terry McMillan
Terry McMillan (Port Huron, Michigan, 18 de outubro de 1951) é uma autora americana. Seu interesse por livros surgiu após ela começar a trabalhar em uma biblioteca quando tinha dezesseis anos. Ela recebeu seu BA de jornalismo em 1986 na Universidade da Califórnia em Berkeley. Seu trabalho é caracterizado por ter fortes protagonistas femininas.
Seu primeiro livro, Mama, foi auto-publicado. Ela conseguiu notoriedade nacional em 1992 com seu terceiro romance, Waiting to Exhale, que permaneceram na lista dos mais vendidos do The New York Times por onze semanas. Em 1995, Forest Whitaker o transformou em um filme estrelado por Whitney Houston. Em 1998, outro dos romances de McMillan, How Stella Got Her Groove Back, foi reproduzido em um filme. O romance Disappearing Acts em seguida foi produzido como um longa-metragem, estrelado por Wesley Snipes e Sanaa Lathan. Ela também escreveu o best-seller A Day Late and a Dollar Short. The Interruption of Everything foi publicado em 19 de julho de 2005. Getting to Happy, a muito aguardada sequêcia de Waiting to Exhale, foi publicada em 7 de setembro de 2010.